# Edward Mooney
Edward Aloysius Mooney (ur. 9 maja 1882 w Mount Savage, zm. 25 października 1958 w Rzymie) – amerykański duchowny katolicki, arcybiskup Detroit i kardynał.

## Życiorys
Święcenia kapłańskie otrzymał w 1909 roku w Rzymie. Następnie pracował w diecezji Cleveland. W 1926 roku został wyznaczony na delegata apostolskiego do Indii. Sakry udzielił prefekt Kongregacji Rozkrzewiania Wiary kardynał Willem Marinus van Rossum C.S.S.R. W 1931 roku przeniesiono go do Japonii.
W sierpniu 1933 powrócił do kraju, gdzie został biskupem Rochester, zachowując jednocześnie tytuł arcybiskupi. W 1937 został przeniesiony na urząd metropolity Detroit. Funkcję tę pełnić miał odtąd aż do śmierci. 5 czerwca 1954 wyświęcił na kapłana prałata Zdzisława Peszkowskiego. Kapelusz kardynalski z tytułem prezbitera S. Susannae otrzymał z rąk Piusa XII podczas konsystorza w 1946 roku.
Po śmierci Piusa XII w 1958 udał się wraz z innymi amerykańskimi kardynałami na konklawe. Zmarł trzy godziny przed rozpoczęciem głosowania w swym apartamencie w Kolegium amerykańskim. Przyczyną nagłej śmierci był zawał serca. Kardynałowie Francis Spellman i James McIntyre udzielili mu absolucji przed udaniem się na konklawe. Pochowany został początkowo w Detroit, a w 1988 ciało przeniesiono na cmentarz do Southfield.